# Neodon forresti
Neodon forresti es una especie de roedor de la familia Cricetidae.

## Distribución geográfica
Se encuentra en China en el noroeste de Yunnan. 